# Adolph Baller
Adolph Baller (* 30. Juli 1909 in Brody, Österreich-Ungarn; † 23. Januar 1994 in Palo Alto, Kalifornien) war ein österreichisch-amerikanischer Pianist, der vor allem durch seine Zusammenarbeit mit dem Geiger Yehudi Menuhin international bekannt geworden ist.
Ballers Heimatstadt Brody, die heute in der Ukraine liegt, gehörte zur Zeit seiner Geburt zum Kronland Galizien der Donaumonarchie. Sein musikalisches Talent wurde von seiner Familie früh erkannt und gefördert. Der junge Baller wurde bereits im Alter von acht Jahren nach Wien geschickt, um dort bei Malwine Brée, Angelo Kessissoglu und Hugo Kauder seine Musik- und Klavierausbildung fortzusetzen. Als Wunderkind debütierte er im Alter von 13 Jahren mit den Wiener Philharmonikern, hatte mit 17 Jahren bereits alle 32 Beethoven-Sonaten im Repertoire und trat in der Folge auch mit dem Wiener Sinfonie-Orchester und anderen Orchestern in Europa sowie bei den Salzburger Festspielen auf. Bekannte Gesangssolisten, wie Maria Jeritza oder Michael Bohnen begleitete er bei ihren Liederabenden. Ab 1931 setzte er seine Studien in Berlin bei Alexander Borowsky fort, nach 1933 war er wieder in Wien ansässig.
Nach dem Anschluss Österreichs an Nazi-Deutschland wurde Baller im Frühjahr 1938 aufgrund seiner jüdischen Abstammung von Nazis misshandelt. Als die Täter – späteren Berichten zufolge soll es sich bei ihnen um reguläre Angehörige der Wehrmacht gehandelt haben – aus seinem Pass erkannten, dass Baller Pianist war, malträtierten sie seine Hände und brachen ihm den rechten Zeigefinger. Vermutlich durch Intervention des polnischen Gesandten, der von Ballers Verlobter Edith Strauss-Neustadt verständigt worden war – Baller war damals noch polnischer Staatsbürger –, ließen die Nazis ihn schwer verletzt wieder frei. Nach einem Krankenhausaufenthalt verließ er mit ihr Österreich und ging nach Budapest. Dort heiratete er Edith und setzte gemeinsam mit ihr die Flucht über Jugoslawien in die USA fort; er überlebte als einziger seiner Familie die Shoah. Als Folge der erlittenen Grausamkeiten hatte auch seine Gedächtnisleistung beim Klavierspiel gelitten, seine Karriere als Solist musste er daher aufgeben.
In New York gelang es Baller, seine musikalische Karriere wieder aufzunehmen. Er arbeitete unter anderem als Pianist für den Radiosender WQXR und lernte auf diese Weise Yehudi Menuhin kennen. Anfang 1941 wohnte Baller mit seiner Frau Edith und Tochter Nina auf Menuhins Anwesen „Alma“ in Los Gatos, California. Während des Zweiten Weltkrieges trat er mit ihm in Konzerten für die Armee auf, die sie bis auf die Aleuten und in den Südpazifik führten. Er war dann noch viele Jahre lang sein bevorzugter Begleiter bei Konzerten und Vortragsabenden in aller Welt.

## Das ALMA Trio
Baller lebte bei den Menuhins in Alma und gründete dort unter dessen Schirmherrschaft 1943 mit dem Cellisten Gábor Rejto und dem Geiger Jenö Lener das nach dem Ort benannte Alma Trio. Es bestand in wechselnder Zusammensetzung mit den Violinisten Roman Totenberg, Maurice Wilk und Andor Toth bis 1986 und wurde stilprägend für die Kammermusik auf den Konzertbühnen. Das Ensemble gab Konzerte rund um den Globus – bis zu 300 Auftritte im Jahr. Nach 17 Jahren mit dem Trio zog sich Baller 1970 zurück.
1950 übersiedelte Baller mit seiner Familie nach Palo Alto und wirkte 31 Jahre lang als Lehrer für Klavier und Kammermusik an der Stanford University und am Konservatorium von San Francisco (San Francisco Conservatory of Music) sowie am Dominican College in San Rafael (heute: Dominican University of California). Weil er auch Privat-Unterricht gab, blieb ihm oft nur die Zeit nach 22 Uhr für seine eigenen Klavierübungen. Zu seinen Schülern gehörten u. a. William Corbett Jones, Roy Bogas, Gita Karaski, Patricia Michaelian, Jerome Rose und Terry Riley.
Baller starb 1994 an Nierenversagen.